# 1813.
◄ | 18. stoljeće | 19. stoljeće | 20. stoljeće | ►
◄ | 1780-ih | 1790-ih | 1800-ih | 1810-ih | 1820-ih | 1830-ih | 1840-ih | ►
◄◄ | ◄ | 1810. | 1811. | 1812. | 1813. | 1814. | 1815. | 1816. | ► | ►►
Arhitektura • Astronomija • Biologija • Glazba • Kazalište • Kemija • Kiparstvo • Knjige • Književnost • Kršćanstvo • Meteorologija • Medicina • Politika • Pravo • Promet • Slikarstvo • Šport • Znanost

## Događaji
- 6. prosinca – ulaskom hrvatskog generala Franje Ksavera Tomašića na čelu habsburške vojske u Zadar, završila je opsada tog grada započeta 22. studenog iste godine, čime je Zadar oslobođen višegodišnje francusko-talijanske okupacije
- Ilirske pokrajine ponovno su pripale Habsbuškoj Monarhiji.
- Nagovještaj hrvatskog nacionalnog buđenja bio je poziv zagrebačkog biskupa (Maksimilijan Vrhovac) Poziv na sve duhovne pastire svoje biskupije za skupljanje narodnog blaga.

## Rođenja
- 4. siječnja – Louis Lucien Bonaparte, francuski jezikoslovac i filolog († 1891.)
- 13. siječnja – Ljudevit Vukotinović, hrvatski književnik i znanstvenik († 1893.)
- 11. veljače – Otto Ludwig, njemački književnik († 1865.)
- 16. ožujka – John Snow, britanski liječnik, jedan od osnivača epidemiologije († 1858.)
- 18. ožujka – Friedrich Hebbel, njemački dramatičar († 1863.)
- 19. ožujka – David Livingstone, škotski misionar i istraživač († 1873.)
- 5. svibnja – Søren Kierkegaard, danski filozof, teolog i književnik († 1855.)
- 22. svibnja – Richard Wagner, njemački skladatelj († 1883.)
- 10. listopada – Giuseppe Verdi, talijanski skladatelj († 1901.)

## Smrti
- 19. listopada – Józef Poniatowski, poljski general (* 1763.)

## Vanjske poveznice
|  | Zajednički poslužitelj ima još gradiva o temi 1813. |